# Jerzy Gawenda

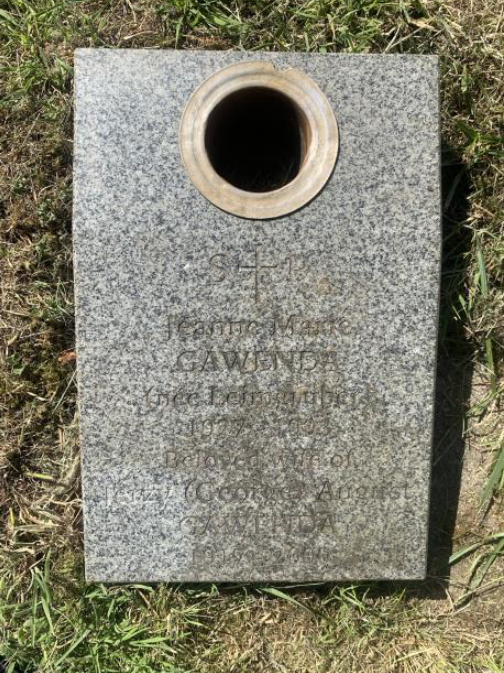
Nagrobek Jerzego i jego żony

Jerzy August Bolesław Gawenda (ur. 11 maja 1917 we Lwowie, zm. 2 grudnia 2000 w Londynie) – polski działacz polityczny, prawnik, wicepremier (1972–1976) i minister spraw zagranicznych (1970–1974) Rządu Rzeczypospolitej Polskiej na Obczyźnie, rektor Polskiego Uniwersytetu Na Obczyźnie (1978–1987).

## Życiorys
Wczesne dzieciństwo spędził w dworku Herburtów w Dobromilu na Podkarpaciu. Przez pierwsze 3 lata szkoły podstawowej pobierał naukę prywatnie, czwartą klasę ukończył w szkole w Złoczewie. Uczęszczał do gimnazjum im. Jana Sobieskiego w Złoczewie. Jako gimnazjalista był członkiem hufca przydzielonego do 5 Pułku Strzelców Podhalańskich.
Rozpoczął studia w 1935 i trafił na seminarium profesora Ludwika Ehrlicha. Ukończył studia prawnicze na Uniwersytecie Jana Kazimierza we Lwowie (1939). Po wybuchu II wojny światowej walczył we Francji w szeregach II Dywizji Strzelców Pieszych, następnie był internowany w Szwajcarii. W okresie internowania studiował w filii Uniwersytetu we Fryburgu zorganizowanej w obozie internowania i w 1945 obronił na Uniwersytecie pracę doktorską z prawa. W sierpniu 1945 został mianowany szefem Polskiej Likwidacyjnej Misji Wojskowej w Paryżu. Od 1946 służył w 1 Dywizji Pancernej na terenie Niemiec. W 1947 został zdemobilizowany, objął wówczas funkcję szefa delegatury Społecznego Komitetu Pomocy Obywatelom Polskim (SKPOP) w Niemczech, z siedzibą w Quackenbruck. W 1949 powrócił do Wielkiej Brytanii. W listopadzie tegoż roku został wykładowcą prawa w prowadzonej przez środowisko emigracyjne Szkole Nauk Politycznych i Społecznych w Londynie.
Od 1951 był związany z Polskim Uniwersytetem Na Obczyźnie, m.in. w 1951 został sekretarzem, następnie profesorem PUNO. W 1959 habilitował się na podstawie pracy Legalizm Polski w świetle prawa publicznego. W kolejnych latach był dziekanem wydziału prawa, a w latach 1978–1987 rektorem. Od 1960 członek Polskiego Towarzystwa Naukowego na Obczyźnie, od 1963 członek zarządu PTNnO, od 1964 przewodniczący Wydziału Humanistycznego PTNnO. Z funkcji tych ustąpił w 1979.
Na emigracji należał do Związku Socjalistów Polskich na Obczyźnie. W 1954 poparł w czasie kryzysu we władzach emigracyjnych prezydenta Augusta Zaleskiego. Był członkiem I (1954–1957), II (1958–1963), III (1963–1968) i IV (1968–1970) Rady Rzeczypospolitej Polskiej.
Od września 1959 do września 1963 był ministrem bez teki w rządzie Antoniego Pająka, od marca 1968 do czerwca 1970 ministrem wyznań religijnych, oświaty i kultury w rządzie Aleksandra Zawiszy (1968–1970), ministrem spraw zagranicznych w rządzie Zygmunta Muchniewskiego (1970–1972). W pierwszym rządzie Alfreda Urbańskiego (1972–1973) został ministrem bez teki i wicepremierem, a w styczniu 1973 został po śmierci Jana Starzewskiego kierownikiem ministerstwa spraw zagranicznych (mianowany 1 maja 1973). W drugim rządzie Alfreda Urbańskiego (1974–1976) ponownie został ministrem bez teki i wicepremierem.
Przez Prezydenta RP na obczyźnie został odznaczony Krzyżem Komandorskim i Krzyżem Komandorskim z Gwiazdą Orderu Odrodzenia Polski. W 1979 otrzymał złotą odznakę honorową Koła Lwowian w Londynie (17 grudnia 1979).
Zmarł 2 grudnia 2000 w Londynie i został pochowany na cmentarzu w Salisbury (kw. T gr. 122).